# Jenny Lind
Jenny Lind egentlig Johanna Maria Lind (6. oktober 1820 i Stockholm – 2. november 1887 i Malvern, Worcestershire), svensk operasangerinde, kendt som "den svenske nattergal". Allerede som 10-årig begyndte hun at synge vaudeviller.
Hun fik sin operadebut som 18-årig. På grund af overanstrengelse blev hun sendt til Paris, hvor hun studerede. Hun havde engagementer der og i Tyskland.
Teatrene i London sloges om at få hende på programmet. I 1850 tog hun på en årelang turné til USA. Fra 1843 var hun veninde med H.C. Andersen, som besøgte hende i Berlin i 1845. I 1843 skrev han til hende:
Natur og Hjerte blev,
de to, af hvem Du lærte,
derfor Du sødt henrev.
Af Gud Du Åndens Flamme fik,
den sidder i dit Hjerte,
den lyser i dit Blik.
Hun var også en nær ven af komponisterne Mendelssohn og Chopin. I 1849 mødte hun i London pianisten, komponisten og dirigenten Otto Goldschmidt, som ledsagede hende på en turné i USA, hvor de blev gift i 1852.
Da hun trak sig tilbage fra scenen, blev hun i 1882 professor i sang ved the Royal College of Music i London. Hun blev britisk statsborger i 1859 og døde i England.

## Galleri
- Jenny Lind.
- Jenny Lind i La Sonnambula.